# Teri DeSario
Teri DeSario (* 27. November 1951 in Miami, Florida) ist eine US-amerikanische Sängerin.

## Karriere
Teri DeSario wurde in Miami geboren und wuchs auch dort auf. In ihrer Schulzeit machte sie die Bekanntschaft von Harry Wayne „KC“ Casey, der in den 1970er Jahren mit der Gruppe KC and the Sunshine Band den Disco-Sound entscheidend mitprägen sollte. In der High School sammelte DeSario erste Erfahrungen als Sängerin. Sie setzte sich außerdem mit der Renaissance- und frühen Barockmusik auseinander und widmete sich als Musikerin der Folkmusik. Schließlich absolvierte sie ein Studium des Jazz und der experimentellen Musik des 20. Jahrhunderts.
DeSario erhielt 1978 einen Plattenvertrag bei dem seinerzeit vor allen Dingen im Disco-Bereich erfolgreichen Label Casablanca Records. Die von Barry Gibb (Bee Gees) geschriebene und produzierte Debüt-Single Ain't Nothing Gonna Keep Me From You scheiterte nur knapp an den Top-40 der USA, entwickelte sich aber zum Disco-Klassiker und wird noch heute auf zahllosen Compilations als solcher veröffentlicht. Die dazugehörige LP Pleasure Train verfehlte indes den Sprung in die Hitlisten. Auf diesem Werk sind diverse Eigenkompositionen von DeSario in Zusammenarbeit mit ihrem damaligen Ehemann, dem Musiker Bill Purse, enthalten. Die zweite Auskopplung The Stuff Dreams Are Made Of war ein Erfolg in den amerikanischen Disco-Charts (Platz 41). Auch in Asien und Lateinamerika war die Sängerin in jenen Tagen sehr populär.
Das 1979 veröffentlichte Album Moonlight Madness war die einzige LP ihrer Karriere, die den Sprung in die Top 200 von Billboard schaffte (Platz 80). Das erneut für Casablanca eingespielte Werk wurde von ihrem alten Freund Harry Wayne „KC“ Casey produziert und enthält mit dem gemeinsamen Duett Yes, I'm Ready DeSarios größten Hit in den USA (Platz 2). Dieses Remake eines alten Barbara-Mason-Hits verkaufte sich über eine Million Mal und war unter anderem auch ein Charterfolg in den Niederlanden und Neuseeland. Eine weitere Single mit K.C., Dancin' In The Streets (ein Remake des Martha & the Vandellas-Hits) konnte an diesen Erfolg nicht anknüpfen.
DeSarios letzte Platte für Casablanca, Caught, entfernte sich vom Disco-Sound jener Tage und orientierte sich eher an Pop und Rock. So sind unter anderem ein Beatles-Cover (I Should Have Known Better), eine Desmond-Child-Komposition (I'm With You Now) sowie diverse Eigenkompositionen enthalten. Die Produktion übernahmen Bill Purse und erneut Harry Wayne „KC“ Casey. Der gitarrenlastige Titeltrack wurde als Single ausgekoppelt – der Erfolg blieb aus. Danach verlor DeSario ihren Plattenvertrag.
In den folgenden Jahren gab sie ihre Mainstream-Karriere mehr oder weniger auf und widmete sich der Gospel- und christlichen Pop-Musik. Für die LP Voices In The Wind wurde sie Anfang 1986 für einen Grammy in der Kategorie „Best Gospel Performance – Female“ nominiert. In den folgenden Jahren arbeitete sie weiter im Musikgeschäft, Aufnahmen von ihr erschienen nur noch sporadisch. Ihre Gesangsstimme ist unter anderem auf dem Sampler Truth & Light: Music from The X-Files (1996) zur populären Fernsehserie Akte X zu hören.
DeSario lebt seit 1997 mit ihrem Ehemann, einem Pastor, in Deutschland. Sie leitet drei Chöre und arbeitet als freischaffende Künstlerin und Gesangslehrerin in Hamburg und Schleswig-Holstein. In dieser Gegend tritt sie auch mit der Terri-DeSario-Band und einem Jazz-Programm auf.
2014 hat sie mit dem Gitarristen Fred Wulff ein Jazz-Album aufgenommen.

## Diskografie

### Studioalben
| Jahr | Titel             | Höchstplatzierung, Gesamtwochen, AuszeichnungChartplatzierungen (Jahr, Titel, Platzierungen, Wochen, Auszeichnungen, Anmerkungen) | Höchstplatzierung, Gesamtwochen, AuszeichnungChartplatzierungen (Jahr, Titel, Platzierungen, Wochen, Auszeichnungen, Anmerkungen) | Anmerkungen                        |
| Jahr | Titel             | UK | US | Anmerkungen                        |
| ---- | ----------------- | --- | --- | ---------------------------------- |
| 1980 | Moonlight Madness | — | US80 (13 Wo.)US | Erstveröffentlichung: Februar 1980 |

Weitere Veröffentlichungen
- 1978: Pleasure Train
- 1980: Caught
- 1981: Relationships (unreleased)
- 1983: A Call to Us All
- 1984: Time After Time
- 1985: Voices in the Wind
- 1986: Overnight Success
- 2014: Dream Wandering

### Singles
| Jahr | Titel Album                                         | Höchstplatzierung, Gesamtwochen, AuszeichnungChartplatzierungen (Jahr, Titel, Album, Platzierungen, Wochen, Auszeichnungen, Anmerkungen) | Höchstplatzierung, Gesamtwochen, AuszeichnungChartplatzierungen (Jahr, Titel, Album, Platzierungen, Wochen, Auszeichnungen, Anmerkungen) | Anmerkungen                                                      |
| Jahr | Titel Album                                         | UK | US | Anmerkungen                                                      |
| ---- | --------------------------------------------------- | --- | --- | ---------------------------------------------------------------- |
| 1978 | Ain’t Nothing Gonna Keep Me From You Pleasure Train | UK52 (4 Wo.)UK | US43 (12 Wo.)US | Erstveröffentlichung: Juni 1978                                  |
| 1979 | Yes, I’m Ready Moonlight Madness                    | — | US2 Gold · (23 Wo.)US | Erstveröffentlichung: November 1979 mit KC and the Sunshine Band |
| 1980 | Dancin’ In The Streets Moonlight Madness            | — | US66 (6 Wo.)US | Erstveröffentlichung: Juni 1980 mit KC and the Sunshine Band     |

Weitere Singles
- 1978: The Stuff Dreams Are Made Of
- 1980: Caught
- 1982: Don’t Run (Come Back To Me) (mit KC & the Sunshine Band)
- 1984: Overnight Success